# Resultados do Carnaval de Niterói em 2009
Este é o resultado do Carnaval de Niterói e São Gonçalo no ano de 2009.

## Niterói
| Grupo Especial           | Grupo Especial                  | Grupo Especial | Grupo Especial |
| Colocação                | Escola                          | Nota           | Ref.           |
| ------------------------ | ------------------------------- | -------------- | -------------- |
| 1º                       | Mocidade Independente de Icaraí |                | [ 1 ]          |
| 2º                       | Folia do Viradouro              |                | [ 1 ]          |
| 3º                       | Bafo do Tigre                   |                | [ 1 ]          |
| 4º                       | Bem Amado                       |                | [ 1 ]          |
| 5º                       | Sabiá                           |                | [ 1 ]          |
| 6º                       | Unidos de Piratinginga          |                | [ 1 ]          |
| 7º                       | Balanço do Fonseca              | Rebaixada      | [ 1 ]          |
| Blocos do Primeiro Grupo |                                 |                |                |
| Colocação                | Bloco                           | Nota           | Ref.           |
| 1º                       | Grupo dos Quinze                | Promovida      | [ 1 ]          |
| 1º                       | Garra de Ouro                   | Promovida      | [ 1 ]          |
| Blocos do Segundo Grupo  |                                 |                |                |
| Colocação                | Bloco                           | Nota           | Ref.           |
| 1º                       | União da Engenhoca              | Promovida      | [ 1 ]          |